# Larpurlatizem
Larpurlatizem (francosko l'art pour l'art, latinsko ars gratia artis) je smer v književnosti, ki je osvobojena vseh zunanjih vezi in podrejena samo želji po čisti lepoti.
Larpurlatizem bi lahko imenovali tudi umetnost zaradi umetnosti. Larpurlatizem je nazor, ki se je izoblikoval sredi 19. stoletja in po njem naj bi umetnost upoštevala le svoje lastne zakonitosti, otresla naj bi se vseh socialnih, religioznih, moralnih in političnih vezi ter služila samo lepoti. Začetnik te literarne smeri je Théophile Gautier.